# Atlántida
Atlântida é um departamento em Honduras. Está localizado no setor setentrional do país. Limita-se ao norte com o mar do Caribe, onde faz limites aquáticos com o departamento de Ilhas da Bahia; ao sul com o departamento de Yoro; ao leste com o departamento de Cólon e ao oeste com o departamento de Cortés.

## História
O departamento foi criado oficialmente em 1902, com territórios pertencentes aos departamentos de Cólon, Cortés e Yoro. Durante 1910 a população do departamento era de 11.370 habitantes, destacando a cidade La Ceiba, que por ser a capital, possuia uma grande população ativa.

## Geografia
Atlântida apresenta regiões geográficas muito diferenciadas, uma plana e outra montanhosa. A primeira se estende ao longo da costa caribenha, formando amplas e atrativas praias, e tem como acidente costeiro mais notável a Baía de Tela, cujos extremos são: ponta Sal ao oeste e Izopo ao leste. O clima é tropical chuvoso na região costeira, e o sistema hídrico é formado pelos rios Ulúa, Leán, Cangrejal, Danto, Cuero, Salado, Papaloteca e San Juan.

## Municípios
1. Arizona
2. El Porvenir
3. Esparta
4. Jutiapa
5. La Ceiba
6. La Masica
7. San Francisco
8. Tela